# Some You Give Away
"Some You Give Away" er niende afsnit af fjerde sæson i tv-serien One Tree Hill.

## Fodnoter
1. 1 2 3 4 5 6 7 8 9 10 11 12 13 14 15 16 17 18 19 20 21  One Tree Hill - Episodes - tv.com. Hentet 6. august 2008.